# Лугова (Гафурійський район)
Лугова́ (рос. Луговая, башк. Луговая) — присілок у складі Гафурійського району Башкортостану, Росія. Входить до складу Білоозерської сільської ради.
До 10 вересня 2007 року присілок називався селище Білоозеровського Кар'єра.
Населення — 126 осіб (2010; 121 в 2002).
Національний склад:
- татари — 59%